# Etheostoma pallididorsum
Etheostoma pallididorsum är en fiskart som beskrevs av Donald A. Distler och Metcalf 1962. Etheostoma pallididorsum ingår i släktet Etheostoma och familjen abborrfiskar. IUCN kategoriserar arten globalt som sårbar. Inga underarter finns listade i Catalogue of Life.